# Ringvall på äventyr
Ringvall på äventyr är en svensk stumfilm från 1913 i regi av Georg af Klercker. 

## Om filmen
Filmen premiärvisades 3 september 1913 på Brunkebergsteatern i Stockholm. Filmen spelades in vid Svenska Biografteaterns ateljé på Lidingö av Sven Pettersson. 

## Rollista i urval
- Axel Ringvall - Axel, turist
- Gustaf Ringvall - Torpare
- Tyra Leijman-Uppström - Torparhustru